# Bacurau
Bacurau è un film del 2019 scritto e diretto da Kleber Mendonça Filho e Juliano Dornelles.

## Trama
Nel piccolo e desolato villaggio di Bacurau, in Brasile, gli abitanti si trovano ad affrontare strani eventi iniziati dopo la morte della matriarca Carmelita, mancata all'età di 94 anni. Mentre il paese scompare da tutte le mappe satellitari e vengono ritrovati corpi crivellati di proiettili, gli abitanti danno vita ad una rivolta contro un politico locale, che ha preso il controllo dell'acqua.

## Distribuzione
La pellicola è stata presentata in concorso al Festival di Cannes 2019.

## Riconoscimenti
- 2019 - Festival di Cannes[1]
  - Premio della giuria
  - In competizione per la Palma d'oro
  - In competizione per la Queer Palm
- 2019 - Sitges - Festival internazionale del cinema fantastico della Catalogna
  - Miglior regista
- 2019 - Noir in Festival
  - Premio Black Panther al miglior film
- 2020 - Chicago Film Critics Association Awards[2]
  - Candidatura per il miglior film in lingua straniera
- 2020 - New York Film Critics Circle Awards[3]
  - Miglior film in lingua straniera
- 2021 - Independent Spirit Awards[4]
  - Candidatura per il miglior film straniero